# マエストロ対位法氏の小葬送行進曲
『小葬送行進曲 ハ短調』（独: Kleiner Trauermarsch  c-Moll）K. 453a は、ヴォルフガング・アマデウス・モーツァルトが1784年に作曲したピアノ曲。『マエストロ対位法氏の小葬送行進曲』（または『対位法の大家の葬送行進曲』、伊: Marche funèbre del Signor Maestro Contrapunto）という名前でも知られている。

## 概要
この作品は、モーツァルトが1784年にウィーンで作曲したと推測され、モーツァルトが弟子であったバルバラ・プロイヤーのために作った練習帳に書き込まれていたものである。1784年から記し始めた自身の作品目録には記載されていないが、同年4月12日に完成し、同じくプロイヤーに捧げられた『ピアノ協奏曲第17番 ト長調』（K. 453）の冒頭とリズムが一緒であることから、ほぼ同時期に書かれたと推測されている。
曲名にある『マエストロ対位法氏（対位法の大家）』（ "Signor Maestro Contrapunto" ）が誰のことを指しているのかは不明であるが、プロイヤーはピアノのレッスンだけではなく対位法の作曲も習っていたことから、おそらくこれはモーツァルトがプロイヤーにレッスンする際に（モーツァルト特有のユーモアで）ふざけて付けたものと考えられている。
作曲された経緯からモーツァルトの生前には公表されず、また長い間ケッヘル目録からも除外されていたが、楽譜はモーツァルトの死後140年ほどが経過した1930年になってようやく出版され、ケッヘル目録の第6版で「K. 453a」という番号が与えられた。自筆譜はザルツブルクにある国際モーツァルテウム財団のモーツァルティアーナ図書館で保管されていたが、1945年に紛失し、現在は失われてしまっている。
また、モーツァルトは本作が書かれた1784年に秘密結社フリーメイソンに加入しているが、翌年の11月には、同月に相次いで亡くなったフリーメイソンの仲間であるメクレンブルク公ゲオルク・アウグストとフランツ・エステルハージ・フォン・ガラーンタ伯爵のために、『フリーメイソンのための葬送音楽 ハ短調』（K. 477）を作曲している。

## 曲の構成
ハ短調、レント、2分の2拍子（アラ・ブレーヴェ）。演奏時間は約2分。
たった16小節の小品であるが、その割には大袈裟過ぎる様式で書かれており、これはおそらく、真面目な葬送行進曲を面白おかしくパロディにしたものと考えられる。ナポリの6度や半音階的進行、オクターヴやシンコペーションも多用され、まるで管弦楽曲のピアノ・リダクションのようにも思える。また前述の『ピアノ協奏曲第17番』との類似性から、ピアノ協奏曲のセルフパロディとして書いたものと指摘されることもあるが、冒頭で出てくるリズムはむしろ葬送行進曲ではよく使われるリズム（ベートーヴェンやショパンの葬送行進曲にも見られる）であるため、その可能性は低いと考える学者もいる。